# Betton de Sens
Pour les articles homonymes, voir Beton et Betton (homonymie).
Betton de Sens ou Beton de Sens ou Béton de Sens ou Saint Betton (° Sens, milieu du IXe siècle - † Auxerre le 12 ou 24 février 918), est un religieux franc du nord de la Bourgogne aux IXe et Xe siècles. Considéré comme saint, sa fête est le 24 février,. 

## Biographie
Betton est né à Sens vers le milieu du IXe siècle, proche parent d'Evrard archevêque de Sens (884 - 887). Il est d'abord moine à l'abbaye Sainte-Colombe près de Sens, puis abbé de l'abbaye Saint-Héracle de Sens. Il est ensuite élu abbé de Sainte-Colombe, une charge qu'il remplit pendant trente ans jusqu'en 915. Cette année-là il est nommé évêque d'Auxerre, où il restera jusqu'à  sa mort en 918.

### Abbé de Sainte-Colombe

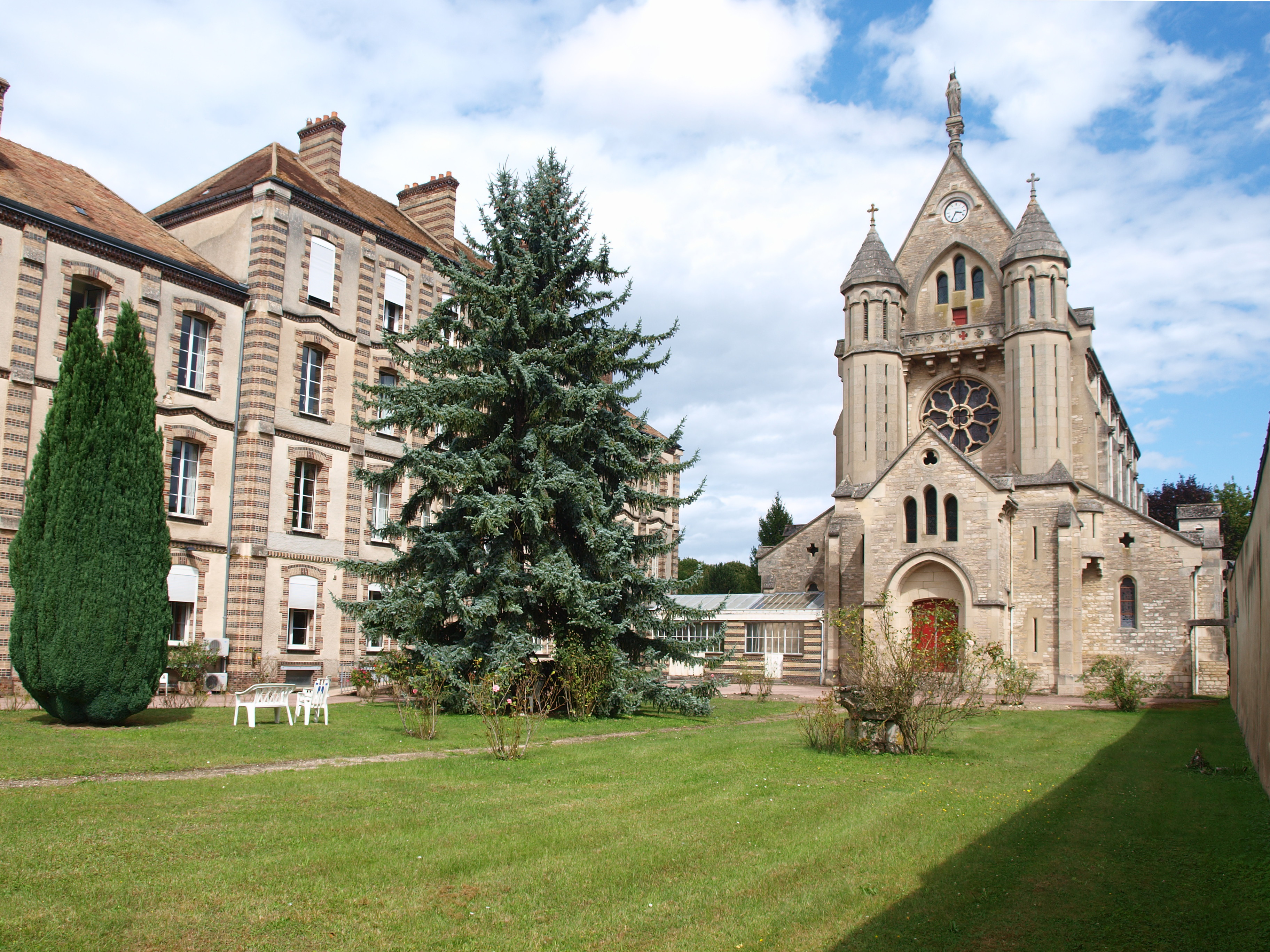
L'abbaye Sainte-Colombe près de Sens.

Betton est abbé (officiellement "prévôt") de Sainte-Colombe en même temps que Richard le Justicier (858-921), duc de Bourgogne (880-921), comte d'Auxerre (888-921) et père de Raoul de France, en est l'abbé laïc.
La personnalité de Betton et ses relations font de lui un des principaux acteurs de l'essor de l'abbaye Sainte-Colombe. Il commence à faire élever des remparts avec des tours autour de l'abbaye vers l'an 900 pour l'abriter des Normands, mais leur conversion et sa nomination à l'épiscopat d'Auxerre l'empêche de voir cette tâche terminée ; ces remparts sont détruits en 945 par Fromond Ier de Sens pour éviter que des ennemis ne puissent s'abriter derrière des murs solides aux portes mêmes de Sens, comme il l'a fait lui-même pour reprendre la ville des mains de Raynald comte de Reims quelques années auparavant.

### Évêque d'Auxerre
C'est avec regret et non sans lutter qu'il accepte de prendre en charge l'épiscopat d'Auxerre. Il est ordonné le 12 mars 915 ; cependant comme il y est venu contre son gré, il ne fait aucun don aux chanoines de la ville pour fêter son élection. Mais il s'occupe rapidement de fonder la commémoration de sa mort en  leur donnant l'église de Venouse et la terre de Roncenay voisine, ainsi qu'une métairie à Charbuy.
Il récupère, non sans mal et à grands frais, les terres de Gy et de Jussy que le vicomte d'Auxerre Raynard (mais le seul vicomte Raynard connu date du comte d'Auxerre Richard le Justicier 888-921) avait aliénées.
Il prend des mesures pour faire rebâtir la maison épiscopale d'Auxerre qui a brûlé sous Hérifrid en 887, et d'embellir la cathédrale nouvellement reconstruite (elle aussi avait brûlé entièrement durant le même incendie), mais tombe malade avant d'avoir pu commencer ces projets et meurt quelque temps après.

### Décès
Mort à Auxerre le 12 ou 24 février 918, Betton est inhumé dans l'abbaye Saint-Germain d'Auxerre, qui n'a pas reçu de dépouilles d'évêques depuis Chrétien (860-873). Une épitaphe de 1636 sur le mur indique qu'il est enterré devant la chapelle Saint-Martin - bien que certains pensent que la tombe à cet endroit est celle d'Odon, abbé de Saint-Germain avant le XIIe siècle.

## Usage du nom de Betton
La commune de Marchais-Beton tient de lui la deuxième partie de son nom, de ce qu'il fait creuser ou agrandir l'étang du Grand Marchais dans les dépendances du prieuré de Grandchamp ; cet étang devient subséquemment le "Marchais de Betton", nom repris ensuite par le village voisin et cité en 1494 sous la forme Marches Bethonis.

## Confusion possible
Noter qu'un Betton est évêque de Langres en 814, date d'un acte de donation par lequel Louis le Débonnaire donne à ce Betton le château de Tonnerre qu'il déclare être un comté.